# Motor Launch
Un Motor Launch (aussi connu sous son acronyme ML) est un petit navire militaire en service dans la marine britannique.
Mesurant de 18 à 35 mètres de long, ces navires sont utilisés pour la défense côtière face à la menace sous-marine que représentent les U-boote allemands. Ils bénéficient d'un armement relativement léger : un canon, quelques mitrailleuses et grenades anti-sous-marine.

## Première Guerre mondiale

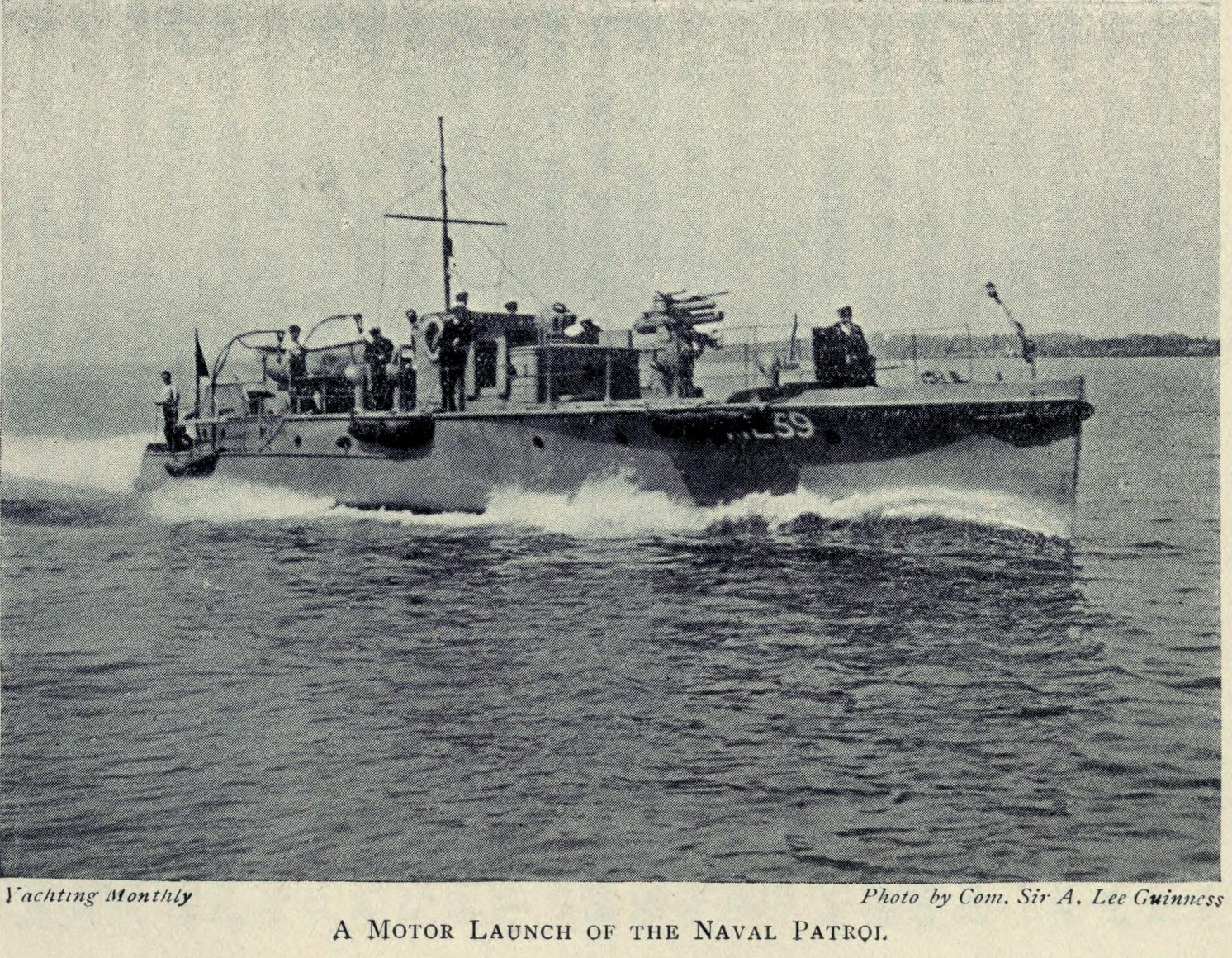
Le ML 59

Les premières unités de ce type sont entrées en service pendant la Première Guerre mondiale. Il s'agissait de cinq cent quatre-vingts navires de 80 pieds de long (24 m) construits par la société américaine Elco pour l'Amirauté britannique, et portant les numéros ML-1 à ML-580. Ils ont servi dans la Royal Navy entre 1916 et la fin de la guerre, défendant les côtes britanniques contre les sous-marins allemands. Certains des premiers navires, dont le ML-1, ont également opéré dans le golfe Persique à partir de juin 1916. Après l'armistice du 11 novembre 1918, une flottille de 12 bateaux à moteur de la Royal Navy a opéré dans les eaux du Rhin avec des fonctions de patrouille fluviale.
Le seul exemple connu d'une vedette de l'époque de la Première Guerre mondiale est la ML-286, qui repose aujourd'hui en mauvais état sur les rives de la Tamise.

## Seconde Guerre mondiale

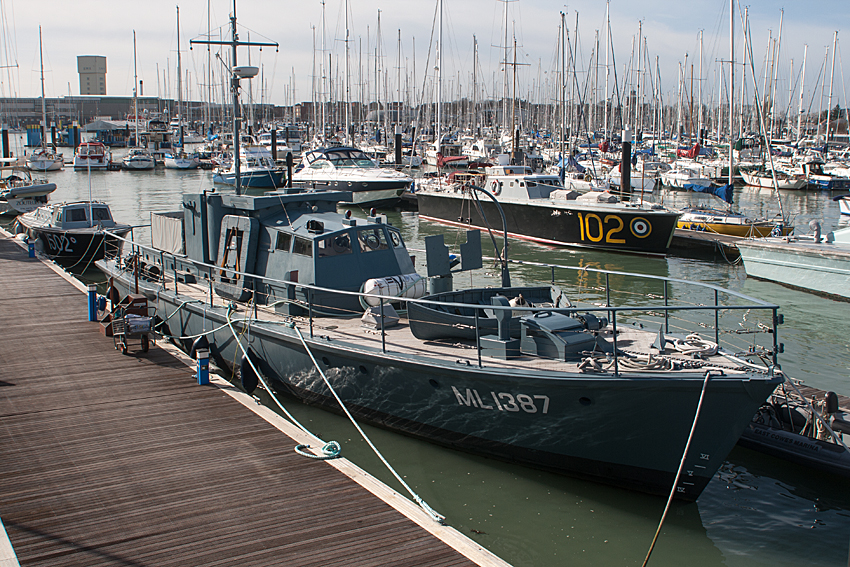
Le HMS Medusa

Au cours de la Seconde Guerre mondiale, ils ont été notamment utilisés lors du débarquement de Normandie en tant que vedettes de contrôle en tête des convois, servant à guider les embarcations qui suivent.
| Type                                              | Longueur      | Poids       | Vitesse            | Construction | Totale | Perdu | Rôle                                                                                  |
| ------------------------------------------------- | ------------- | ----------- | ------------------ | ------------ | ------ | ----- | ------------------------------------------------------------------------------------- |
| Chaloupe à moteur Fairmile type A                 | 110 ft        | 57 tonnes   | 25 nœuds (46 km/h) | 1939         | 12     |       | Chasseur de sous-marins, puis mouilleur de mines                                      |
| Chaloupe à moteur Fairmile type B                 | 112 ft (34 m) | 85 tonnes   | 20 nœuds (37 km/h) | 1940-45      | 1284   |       | Chasseur de sous-marins, puis de nombreux rôles ultérieurs, dont le sauvetage air-mer |
| Harbour Defence Motor Launch                      | 72 ft (22 m)  | 54 tonnes   | 12 nœuds (22 km/h) | 1940-45      | 486    | 47    | Défense des ports ; lutte anti-sous-marine                                            |
| BPBC Type Two 63 ft High Speed Launch "Whaleback" | 63 ft (19 m)  | 21,5 tonnes | 36 knots (67 km/h) | 1940-42      | 70     |       | Sauvetage air-mer des équipages abattus par la RAF, notamment dans la Manche.         |

Après la guerre, de nombreux bateaux à moteur ont été transformés en bateaux de plaisance et certains ont été inscrits au registre de l'histoire navale.